# Старый Гостиный двор (Ярославль)
 Старый Гостиный двор  —  памятник федерального значения. Старый Гостиный двор, построенный в конце XVIII века, расположен в строчной квартальной застройке одной из исторических радиальных улиц (до 1918 — Большая Рождественская, в советское время — Большая Октябрьская, с 1984 — улица Нахимсона).

## Описание памятника
Здание из камня с прилегающими по двору пристройками и хозяйственным объемом времен Советского Союза вытянуто с севера на юг. Северная часть имеет два этажа, а южная увеличена за счет третьего антресольного этажа с внутренней стороны. Крыша здания выполнена из железа. По центральной оси здание разделено проходной аркой на первом этаже. Левая часть здания усложнена галереей на лицевой стороне первого этажа. 
В галерее сохранены частично крестовые своды. Композиция правой части фасада сохранилась с 1860-х годов. Нижний этаж разделён системой пилястр и ложных арок с двумя окнами; верхний этаж имеет спаренные прямоугольные окна, расположенные по осям арок первого этажа. Декоративные элементы расположены спереди на фасаде. Характерные для первого этажа конструктивные элементы, выполненные из выпускаемого кирпича, детализированы штукатурной профилировкой во второй половине XIX века. Основной декоративный элемент второго этажа — это накладные штукатурные профили, а на левой стороне стены также использована лепнина.

## Ремонт и приспособление здания в 2010-е гг.
В ноябре 2004 года межведомственная комиссия подписала акт об отнесении жилого дома 16 на улице Нахимсона к категории непригодного для проживания. Всего в доме на тот момент было 24 квартиры. 16 жилых помещений находились в муниципальной собственности. После расселения жильцов здание приобрели инвесторы и устроили на первом этаже ресторан. При этом они застеклили открытую ранее галерею первого этажа, принципиально исказив таким образом внешний облик памятника федерального значения. С таким решением не согласился Департамент охраны объектов культурного наследия. Состоялся суд, который обязал собственников здания демонтировать оконные проемы аркадной галереи. 1 февраля 2019 года в ресторан пришли судебные приставы и уведомили владельцев, что если они добровольно не исполнят решение суда, к ним будет применён полный комплекс мер принудительного исполнения.